# Shioli Kutsuna

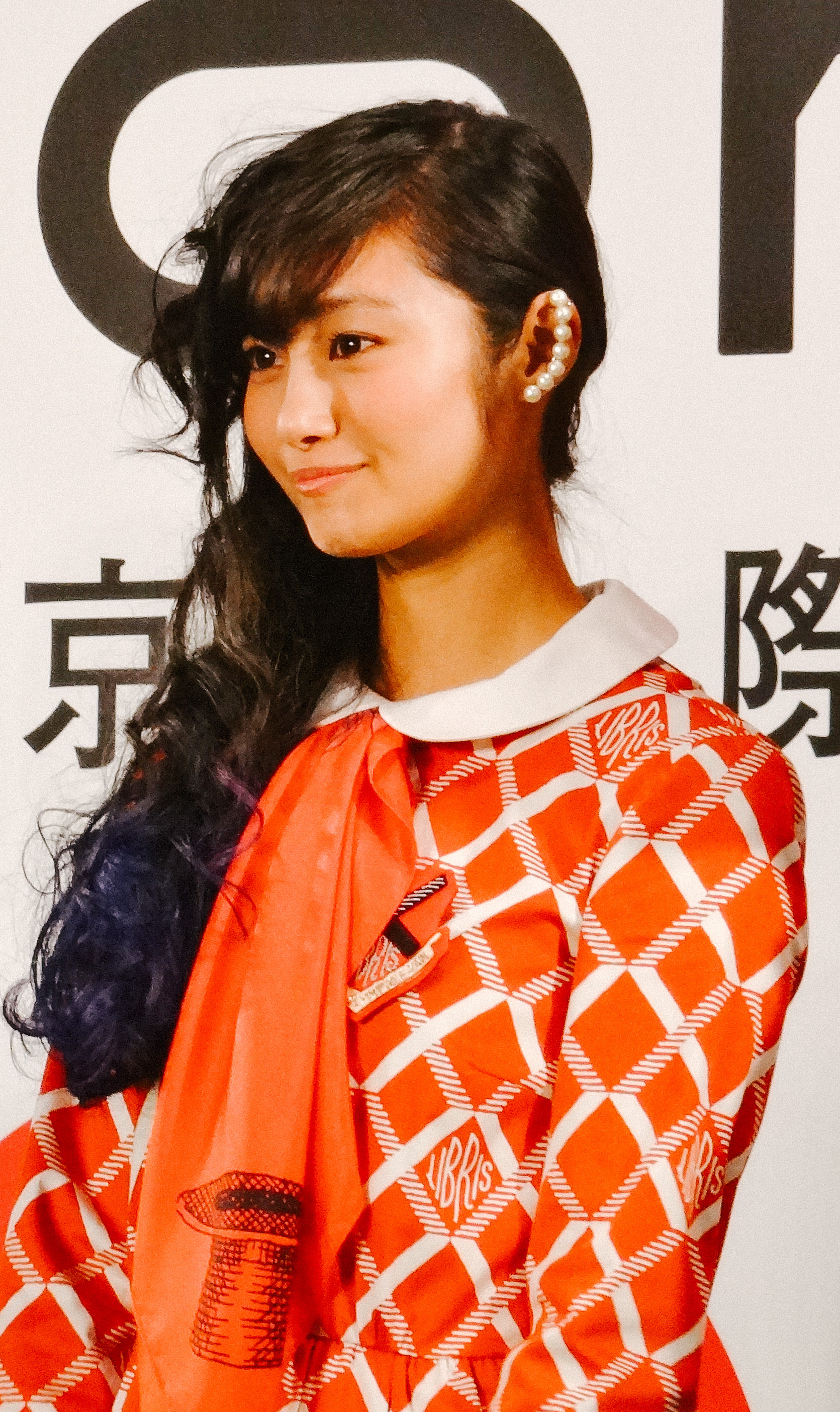
Shioli Kutsuna (2013)

Shioli Kutsuna (jap. 忽那 汐里 Kutsuna Shiori , ur. 22 grudnia 1992 w Sydney) – japońsko-australijska aktorka, która wystąpiła m.in. w filmach Deadpool 2, Zabójczy rejs i Ach, Lucy!.

## Filmografia

### Filmy
| Rok  | Tytuł                                               | Rola                  | Uwagi            | Przypisy |
| ---- | --------------------------------------------------- | --------------------- | ---------------- | -------- |
| 2009 | Guardian Angel                                      | Ryoko                 |                  |          |
| 2010 | Chonmage Purin                                      |                       |                  |          |
| 2010 | BECK                                                | Minami Maho           |                  |          |
| 2011 | My Back Pages                                       | Mako Kurata           |                  |          |
| 2011 | 3 nen B gumi Kinpachi Sensei: Final                 | Kanai Akiko           |                  |          |
| 2011 | Shojotachi no Rashinban                             | Eshima Ran            |                  |          |
| 2011 | Kudo Shinichi e no chosenjo kaicho densetsu no nazo | Ran Mouri             |                  |          |
| 2012 | Kudo Shinichi Kyoto shinsengumi satsujin jiken      | Ran Mouri             |                  |          |
| 2012 | Guskō Budori no Denki                               | Neri (głos)           | japoński dubbing |          |
| 2013 | Petal Dance                                         | Haraki                |                  | [ 1 ]    |
| 2013 | Before The Vigil                                    | Machiko Yamada        |                  |          |
| 2013 | Bez przebaczenia                                    | Natsume               |                  |          |
| 2014 | Oh! Father                                          | Taeko                 |                  |          |
| 2015 | 125 Years Memory                                    | Haru/Harumi           |                  |          |
| 2016 | While the Women Are Sleeping                        | Miki                  |                  | [ 2 ]    |
| 2016 | Final Fantasy XV: Gwardia Królewska                 | Lunafreya Nox Fleuret | japoński dubbing |          |
| 2017 | Kiseki                                              | Rika                  |                  |          |
| 2017 | Cat Collector's House                               | Michiru Towada        |                  |          |
| 2017 | Ach, Lucy!                                          | Mika Ogawa            |                  | [ 3 ]    |
| 2018 | The Outsider                                        | Miyu                  |                  | [ 3 ]    |
| 2018 | Deadpool 2                                          | Yukio                 |                  | [ 3 ]    |
| 2019 | Zabójczy rejs                                       | Suzi Nakamura         |                  |          |
| 2024 | Deadpool & Wolverine                                | Yukio                 |                  |          |